# Heinrich Tramm

Heinrich Tramm um 1900

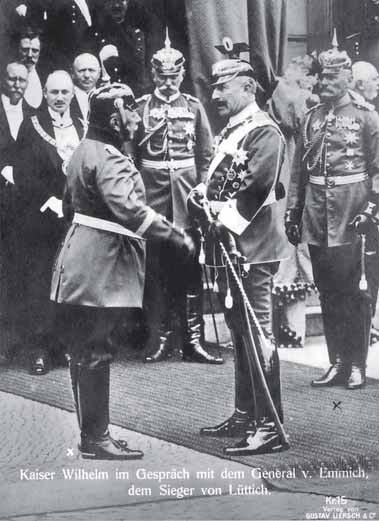
Einweihung des Neuen Rathauses am 20. Juni 1913; Heinrich Tramm (Dritter von links) mit der Amtskette. Der Hinweis auf den Sieger von Lüttich in der Bildunterschrift ist Zusatz aus den Jahren des Ersten Weltkriegs

Gottlieb August Heinrich Tramm (* 13. März 1854 in Hannover; † 13. März 1932 ebenda) war ein deutscher Politiker und Verwaltungsbeamter. Als Nachfolger des verstorbenen Ferdinand Haltenhoff war Tramm von 1891 bis 1918 Stadtdirektor von Hannover und prägte in der Zeit des Wilhelminismus um die Jahrhundertwende die Hauptstadt der preußischen Provinz Hannover („Ära Tramm“). Nach ihm wurde zu seinen Lebzeiten der Platz vor dem Neuen Rathaus  benannt, der 2024 in Platz der Menschenrechte umbenannt wurde.

## Leben
Tramm war der Sohn des hannoverschen Architekten Christian Heinrich Tramm und wuchs nach dem frühen Tod der Eltern (1861 durch Krankheit) bei der Großmutter auf. Nach dem Besuch des Lyzeums studierte er 1874–77 Rechts- und Staatswissenschaften in Heidelberg, Leipzig und Berlin. Schon 1883 wurde er hauptamtlicher Senator im hannoverschen Magistrat und zog 1885 für die Nationalliberale Partei ins Preußische Abgeordnetenhaus ein.
Nachdem Tramm bereits zuvor stellvertretender Stadtdirektor gewesen war, wurde er 1891 abgelöst von Hans Eyl und zum Stadtdirektor Hannovers gewählt (entspricht dem heutigen Oberbürgermeister), ein Amt, das er bis 1918 innehatte. Tramm war in erster Ehe mit Klärchen Meyer verheiratet, seine Frau starb bereits 1896. In zweiter Ehe heiratete er Olga Polna, geborene Pollak (1869–1936), eine Sängerin an der hannoverschen Hofbühne. Dass sie jüdischer Herkunft war, rief einen Skandal in der „besseren“ Gesellschaft Hannovers hervor. Aus seiner ersten Ehe stammte eine Tochter, aus der zweiten zwei Söhne; Oskar, der jüngere (* 1902) wurde 1943 wegen Wehrkraftzersetzung im Zuchthaus Brandenburg-Görden hingerichtet. Der am 2. Februar 1900 in Hannover geborene Sohn Heinrich Tramm wurde Chemiker und Vorstandsvorsitzender der Ruhrchemie AG.
Drei Jahrzehnte erlebte Hannover während der „Ära Tramm“ eine rasante industrielle und bauliche Entwicklung. Dazu gehören etwa 1891 die Eingemeindung der Vororte Herrenhausen, Hainholz, Vahrenwald und List und die Inbetriebnahme des Elektrizitätswerks Herrenhausen, der Ausbau des Stadtfriedhofs Stöcken (1889–1892) und der Bau der ersten Markthalle (1892), des Krankenhauses I an der Haltenhoffstraße (heute: Klinikum Nordstadt) und der Ausbau des Bödekerstraßen-Viertels (Oststadt) – alle bis 1895. Weiter die Eindeichung der Ägidienmasch, die Ankäufe der Ziegeleien in Grasdorf, Wülfel und Laatzen, die Vollendung der Kanalisation für die innere Stadt, die Inbetriebnahme des Wasserwerks Grasdorf (alle bis 1901).

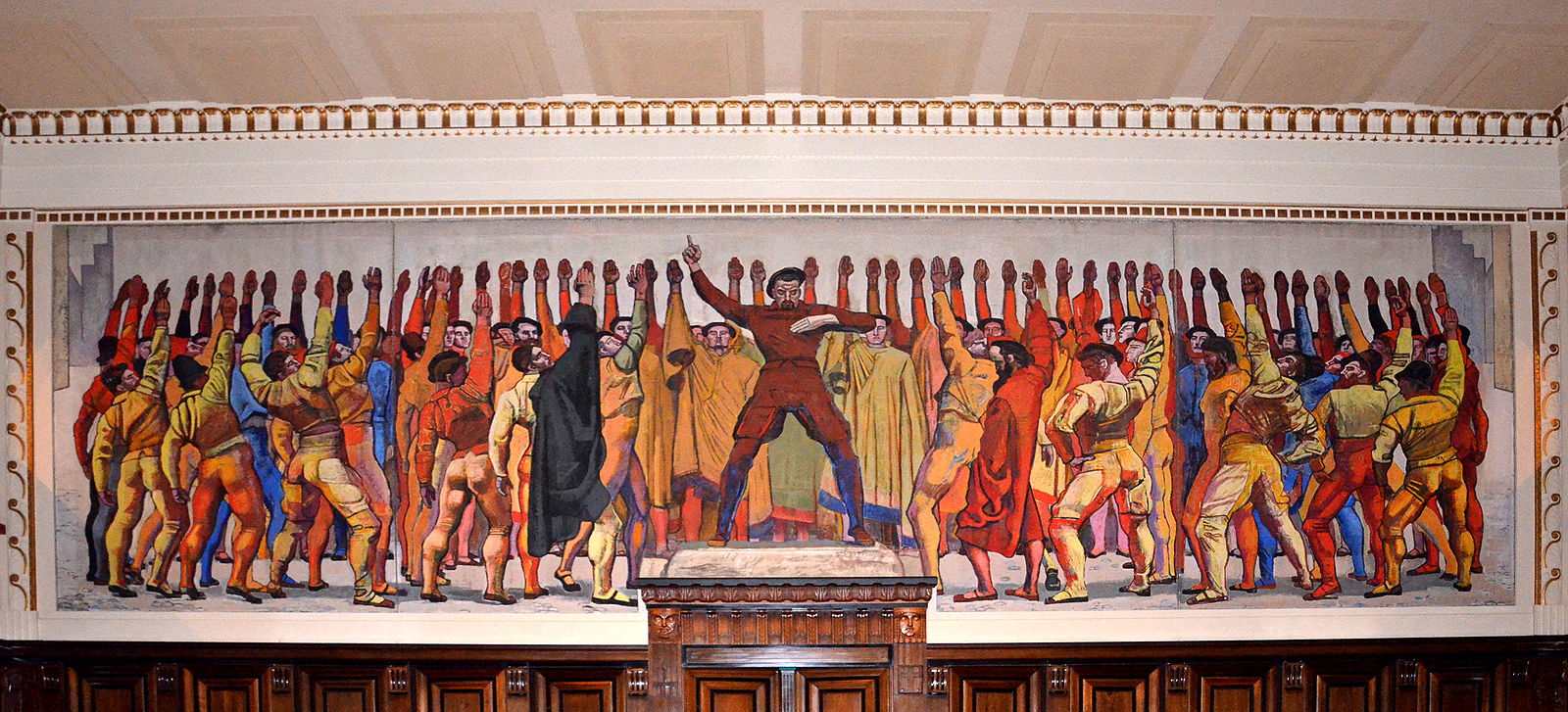
Dietrich Arnsborg auf erhöhtem Podest lässt die Bürger 1533 auf die Lehre der Reformation schwören;
Gemälde von Ferdinand Hodler im Auftrag von Tramm, 1913, „Hodler-Saal“, Neues Rathaus

Vor allem beim Bau des Neuen Rathauses in den Jahren 1901–13 leistete Tramm Verdienstvolles. Dazu gehört unter anderem die Beauftragung des Schweizer Malers Ferdinand Hodler für das 1913 fertiggestellte Monumentalgemälde „Einmütigkeit“, das den Schwur hannoverscher Bürger unter Dietrich Arnsborg auf die Lehre der Reformation symbolisiert. Tramm setzte das Gemälde, das heute im „Hodler-Saal“ des Neuen Rathauses installiert ist, gegen zahlreiche Widerstände durch.
Zu den weiteren städtischen Veränderungen unter Tramm gehören die Erweiterung des Hauptbahnhofs, die Anlage der Vorortbahnhöfe, der Bau der Güterumgehungsbahn (1902–10), der Erwerb des Tiergartens in Kirchrode (1903) und der Kleinen Bult (heute Zoo-Viertel) durch die Stadt und seine Erschließung durch die Errichtung der neuen Ulanenkaserne und später der Stadthalle. Bau der Neuen Rennbahn an der Bult, Eingemeindung der Vororte Groß und Klein Buchholz, Bothfeld, Lahe, Kirchrode, Döhren und Wülfel im Jahre 1907, was einen Zuwachs von 60 km² zum Stadtgebiet bedeutete, Inbetriebnahme des Wasserwerkes in Elze und Erwerb des Ritterguts Burg (alles bis 1912). Ein letzter Gipfelpunkt war der Bau der Stadthalle (1911 bis 1914) – gleich um die Ecke wohnte Heinrich Tramm in seiner prächtigen Dienstvilla, die heute noch erhalten ist. Heinrich Tramm wurde ehrenhalber zum Dr.-Ing. ernannt.

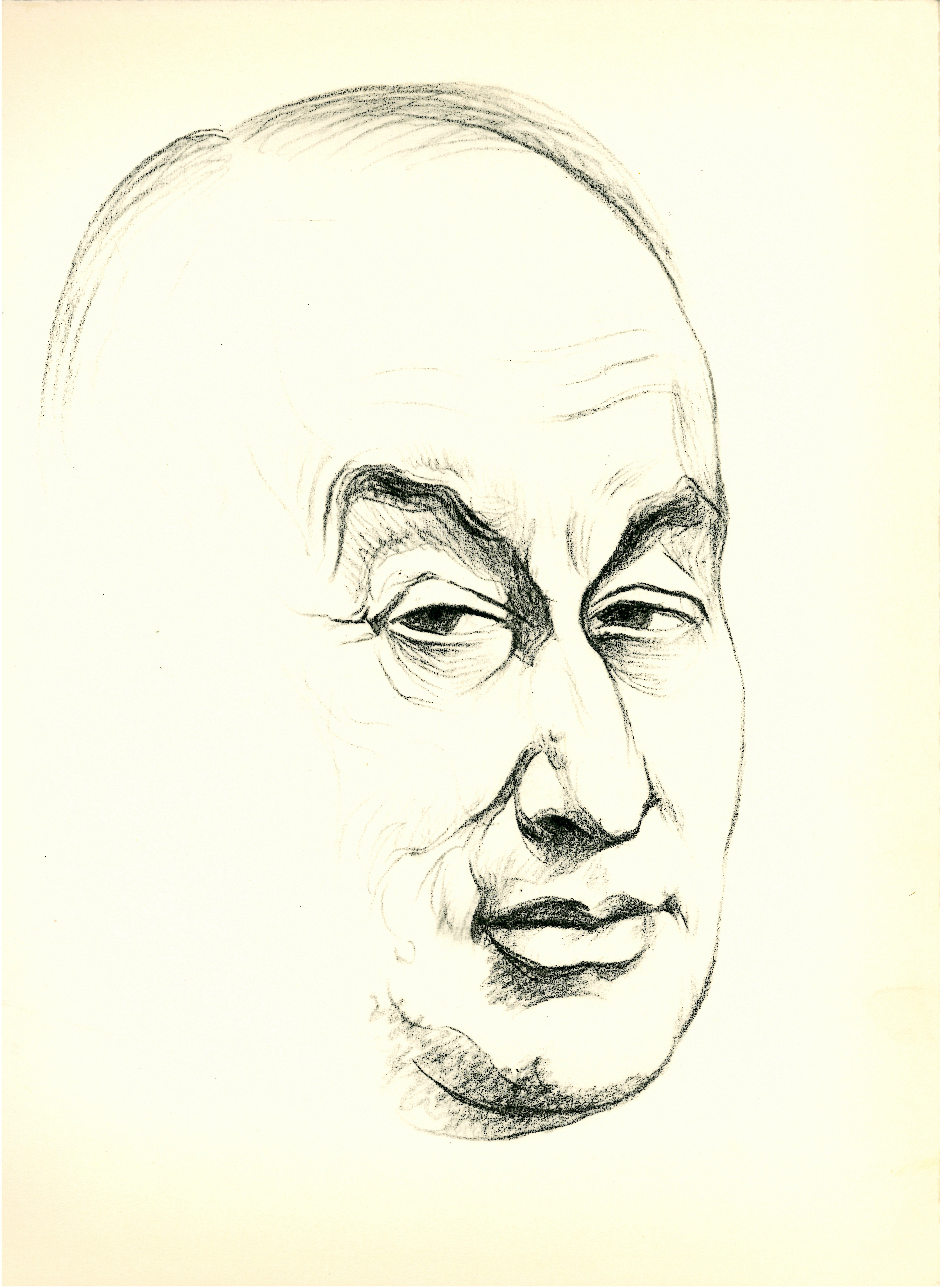
„Stadtdirektor a. D. Dr. Heinrich Tramm“;
Porträt-Zeichnung von August Heitmüller, um 1929

Nach seinem Rücktritt als Stadtdirektor in den Tagen der Novemberrevolution 1918 kehrte Tramm 1919 noch einmal ins politische Leben zurück, als er auf einer eigenen Liste in das Hannoversche Bürgervorsteherkollegium gewählt wurde. 1924–29 war er einer der Führer des konservativen „Ordnungsblocks“ und verantwortlich für die Ablösung des in bürgerlichen Kreisen unbeliebten sozialdemokratischen Oberbürgermeisters Robert Leinert.
Auch überregional war Tramm politisch aktiv. Von 1886 bis 1891 gehörte er für die Nationalliberale Partei dem Preußischen Abgeordnetenhaus an sowie von 1891 bis 1929 dem hannoverschen Provinziallandtag, wobei sich Tramm nach der Revolution der rechtsliberalen DVP anschloss.

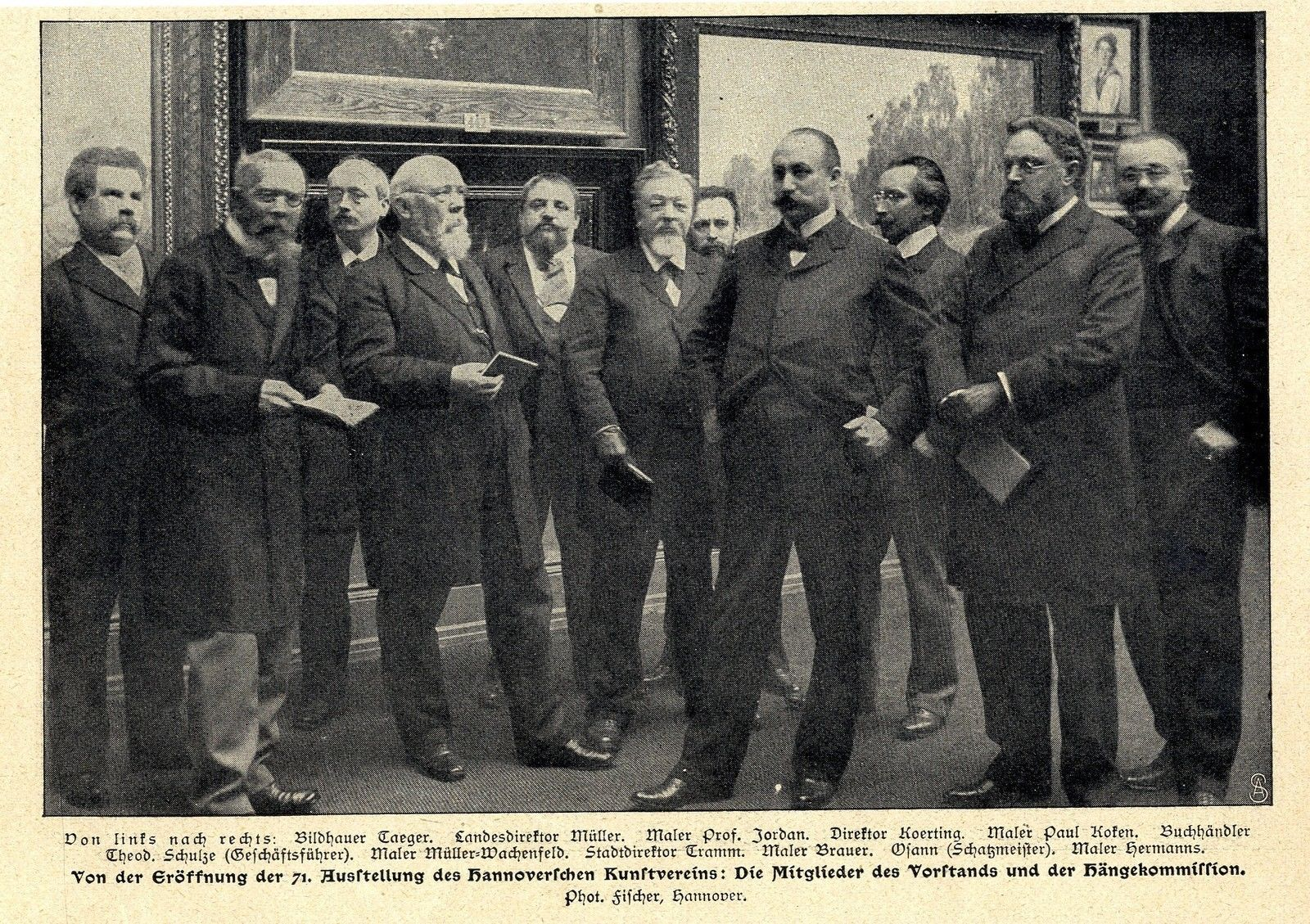
Heinrich Tramm (4. von rechts) als Mitglied im Kunstverein Hannover bei dessen 71. Ausstellungs-Eröffnung;
Fotodruck nach einer Gruppenbild-Aufnahme von Ernst August Fischer, 1903

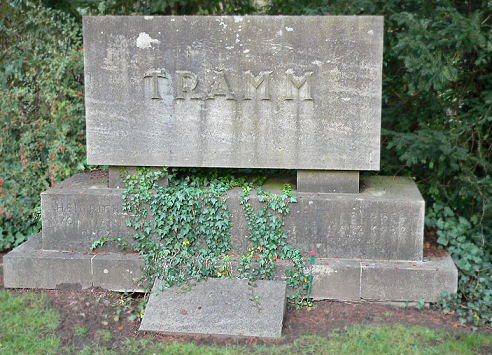
Grabstätte auf dem Friedhof Engesohde

Tramm, der schon den 14-jährigen Maler Rudolf Weber 1891 gefördert hatte, war ein engagierter Kunstsammler (70 Gemälde hingen zum Zeitpunkt seines Todes in seiner Villa). Unter dem Einfluss von Max Liebermann, der Porträts von ihm und seiner Frau Olga malte, gewann Tramm Zugang zu modernen Künstlern und sorgte für den Ankauf ihrer Bilder durch die Stadt Hannover.
Heinrich Tramms Ehrengrab der Landeshauptstadt Hannover, in dem auch seine Ehefrau Olga und der hingerichtete Sohn Oskar beigesetzt sind, befindet sich auf dem Stadtfriedhof Engesohde, Urnen-Abteilung 23 E, Grab Nr. 1a-b.